# Mount Wever
Mount Wever ist ein rund 1700 m hoher Berg nahe der Black-Küste des Palmerlands auf der Antarktischen Halbinsel. Er ragt südlich des Beaumont-Gletschers und 21 km südwestlich des Dietz Bluff als nördlicher Ausläufer der Du Toit Mountains auf.
Das Advisory Committee on Antarctic Names benannte ihn 1988 auf Vorschlag von Peter Dewitt Rowley (* 1943) vom United States Geological Survey (USGS). Namensgeber ist der niederländische Geologe Hein Ette Wever (* 1959) vom British Antarctic Survey (BAS), der von 1986 bis 1987 einer gemeinsamen Mannschaft des USGS und des BAS zur Erkundung der Black-Küste angehört hatte.